# 布羅恩岩
73°12′S 160°45′E / 73.200°S 160.750°E
布羅恩岩（英語：Brawn Rocks），是南極洲的岩石，位於維多利亞地的彭內爾海岸，處於錫昆斯山西南面22公里，長6公里，美國地質調查局根據測量和該國海軍的空中照片繪入地圖，現時由南極條約體系管理。